# La storia completa
La storia completa (in arabo الكامل في التاريخ‎?, al-Kāmil fit-Tārīkh) o Il libro perfetto sulla storia è un testo di storia islamica scritto da Ali Ibn al-Athir. Composto nel 1231 circa (628 nel calendario islamico), è una delle più importanti opere storiche islamiche. Ibn al-Athir fu contemporaneo e membro del seguito di Saladino, il sultano ayyubide d'Egitto che conquistò il Regno di Gerusalemme nel 1187 sottraendola ai crociati, così come ridusse sensibilmente l'estensione degli Stati crociati limitandola a poche città sulla costa mediterranea. Per questo motivo, una larga porzione dell'opera si concentra sulle crociate.